# Trichoceraea
Trichoceraea is een geslacht van vlinders van de familie van de grasmotten (Crambidae), uit de onderfamilie van de Spilomelinae. De wetenschappelijke naam voor dit geslacht is voor het eerst gepubliceerd in 1902 door de Duitse entomoloog Christian Johannes Amandus Sauber (1846–1917).
Dit geslacht is monotypisch, dat wil zeggen dat het maar één soort heeft namelijk Trichoceraea semperi Sauber, 1902 uit de Filipijnen, die ook de typesoort is.

## Trivia
- De naam van dit geslacht moet niet verward worden met Trichocera, een geslacht van wintermuggen.